# Charlie Barnet
Charles Daly Barnet (New York 26 oktober 1913 – San Diego 4 september 1991) was een Amerikaanse jazz-saxofonist, klarinettist, componist en bigband-leider in het swing-tijdperk. Zijn grootste succes had hij met "Cherokee". Hij was een van de eerste 'blanke' bandleiders die ook 'zwarte' musici in zijn orkest had.

## Biografie
Barnet, die afkomstig was uit een gegoede familie, leerde als kind piano en saxofoon spelen. Zijn familie wilde dat hij advocaat werd, maar Barnet koos voor de muziek. Al op zijn zestiende was hij actief als professioneel muzikant, zo speelde hij enige tijd in het orkest van Jean Goldkette. In 1932 kwam hij terecht in New York, waar hij speelde in bands van anderen: hij werkte bij Frank Winegar en speelde mee bij plaatopnames van Red Norvo (1934). Daarnaast had hij ook zijn eerste eigen bands, waarin hij ook zong. Hij stond met een groep in Paramount Hotel en nam in oktober 1933 voor het eerst met een groep nummers op in een studio. Die songs waren vrij commercieel, maar desondanks niet erg succesvol. In de jaren erna zocht Barnet naar een eigen stijl en had hij verschillende groepen, waarin hij vanaf rond 1935 ook 'zwarte' musici' liet spelen. In 1936 werkte hij met de zanggroep The Modernaires, een kwartet dat later bekend werd door zijn samenwerking met Glenn Miller. Ook deze onderneming duurde maar kort. Dit jaar bracht wel de eerste hits: "Bye-Bye, Baby", "Sing, Baby. Sing" en "Did You Mean It". De echte bloeitijd begon voor Barnet pas in 1939. In de periode 1939-1941 had hij zijn beste swingband, waarin onder andere Barney Kessel en Buddy DeFranco speelden. Als zangeressen had hij bijvoorbeeld Lena Horne en Kay Starr in dienst. Zijn arrangeur was in die tijd trompettist Billy May (tot zijn overstap naar Glenn Miller, in 1940). In 1939 scoorde hij ook zijn grootste hit met "Cherokee", in een arrangement van May. Datzelfde jaar stond hij met zijn band in de Palomar Ballroom in Los Angeles, tot een brand alle instrumenten, kleding en bladmuziek vernietigde. In 1944 had Barnet een andere hit, met "Skyliner". In 1947 stapte hij van de swing over op de bebop en werkte daarna met musici als Doc Severinsen, Clark Terry en Maynard Ferguson. In 1949 trok hij zich terug uit de muziekbusiness, maar had daarna af en toe nog een eigen groep, waarmee hij ook wel toerde. Halverwege de jaren zestig stond hij met een bigband twee weken lang in Basin' Street East in New York. In 1966 verschenen zijn laatste opnames.

## Zwarte muziek
Barnet was een groot bewonderaar van de muziek van Duke Ellington, ook hield hij van Count Basie. Twee composities van hem waren "The Count's Idea" en "The Duke's Idea". Ellington nam een van Barnet's composities (en hits), "The Mizz", op. Barnet was een van de eerste blanke bandleiders die zwarte musici in zijn band opnam, jaren voordat Benny Goodman dat ook zou doen. Enkele namen: Roy Eldridge, Frankie Newton en John Kirby.

## Saxofoon
Barnet was een tenorsaxofonist met een heel eigen hard-swingende stijl, in het begin gebaseerd op die van Coleman Hawkins. Later ging hij ook altsaxofoon spelen (in de stijl van Johnny Hodges) en, als een van de weinigen in het swingtijdperk, de sopraansaxofoon.

## Persoonlijk leven
Barnet was een kleurrijk figuur en hij genoot van het leven 'on the road', met muziek, drugs en vrouwen. Hij was elf keer getrouwd (inclusief enkele huwelijken met Mexicaanse dames). Zijn huwelijk met Betty Thompson duurde, tot aan Barnets overlijden, 33 jaar. Hij had een zoon. Nadat hij zich grotendeels uit de muziek had teruggetrokken, woonde hij in Palm Springs. In San Diego had hij een groot jacht.
Barnet overleed aan de gevolgen van complicaties van Alzheimer en longontsteking.

## Discografie (selectie)
- Charlie Barnet Plays Charlie Barnet, Mercury, 1952
- Town Hall Concert, Columbia, 1955
- Classics in Jazz, Capitol, 1955
- A Tribute to Harry James, Crown Records, 1958
- More Charlie Barnet, Everest Records, 1959
- Live at Basin' Street East, 1966

## Boek
- Those Swinging Years, 1984 (autobiografie)

- Bibsys: 3029262
- Biblioteca Nacional de España: XX873851
- Bibliothèque nationale de France: cb124040274 (data)
- CiNii: DA09768333
- Gemeinsame Normdatei: 120997827
- International Standard Name Identifier: 0000 0000 8365 3189
- Library of Congress Control Number: n82025129
- Nationale Bibliotheek van Letland: 000331195
- MusicBrainz: da28dc95-f911-4bb3-9863-167c2505a485
- Nationale Bibliotheek van Tsjechië: ola2002159563
- Nationale bibliotheek van Australië: 36499472
- Nationale Bibliotheek van Israël: 987007323220105171
- Nederlandse Thesaurus van Auteursnamen: 071377891
- Réseau des bibliothèques de Suisse occidentale: 02-A005673931
- SNAC: w6c24wzr
- Système universitaire de documentation: 119892278
- Virtual International Authority File: 24687456
- WorldCat: E39PBJrwRqM3yRxTp6fbgQ3G73